# Jahubeć
Jahubeć (ukr. Ягубець) – wieś na Ukrainie, w obwodzie czerkaskim, w rejonie humańskim, w hromadzie Chrystyniwka. W 2001 liczyła 1143 mieszkańców, spośród których 1124 wskazało jako ojczysty język ukraiński, 16 rosyjski, 1 bułgarski, a 2 białoruski.